# او-۵۶۳
او-۵۶۳' (به آلمانی: U-563) یک او-بوت کریگس‌مارینه از نوع ۷سی بود.

## تاریخچه عملیاتی

### گشت دوم
او-۵۶۳ به فرماندهی کلاوس بارگشتن، روز ۲۲ اکتبر سال با دریافت فرمان از طرف فرماندهی عالی، در قالب گروهی با اسم رمز برسلاو متشکل از پنجم او-بوت دیگر، در آب‌های غرب جبل‌الطارق در کمین کاروان بریتانیایی اچ‌جی ۷۵ نشسته بود. با توجه به این که ارتباطات رادیویی بین او-بوت‌ها و فرماندهی عالی با شکسته شدن رمز ماشین انیگما توسط بریتانیایی‌ها رهگیری می‌شد، حضور او-بوت‌ها در محل به اطلاع دشمن رسیده بود؛ از این رو حضور پررنگ هواگردهای گشتی خشکی‌پایه و همچنین حلقه تنگ شناورهای محافظ حول کاروان امکان نزدیک شدن به آن را از او-بوت می‌گرفت. در نهایت شب ۲۳ اکتبر با دور شدن کاروان از خشکی و با پوشش تاریکی هوا، او-۵۶۳ به همراه گروه او-بوت‌ها، از جانب شمالی به این کاروان که رو به غرب می‌رفت، نزدیک‌تر شد. او-۵۶۳ بلافاصله مورد شناسایی کارنیشن، ناوچه محافظ بریتانیایی قرار گرفت. با اقدام شناور دشمن برای کوبیدن خود به او-بوت، او-۵۶۳ اقدام به شبرجه ناگهانی کرد. شلیک پنج خرج عمقی به او-بوت آسیبی نزد. شلیک منور توسط کارنیشن سه ناوچه محافظ دیگر را نیز به این محل کشاند. شناسایی سونار محل او-۵۶۳ را بر دشمن عیان کرد اما شلیک مجدد خرج عمقی علیه آن نتیجه بخش نبود. او-۵۶۳ نیم ساعت بعد حمله به کاروان را از سر گرفت. اژدر شلیک‌شده از او-۵۶۳ به ناوشکن کاساک در جانب جنوبی کاروان اصابت و آتش بزرگی در آن به پا نمود. کاساک به سمت جبل‌الطارق یدک‌کشی شد اما صبح روز ۲۷ اکتبر غرق گردید.